# Distretto di Khuzdar
Il distretto di Khuzdar (in urdu: ضلع خضدار) è un distretto del Belucistan, in Pakistan, che ha come capoluogo Khuzdar. Nel 1998 possedeva una popolazione di 417.466 abitanti.